# 孟紹慶
孟紹慶（1551年—？），字爾申，號榖餘，湖廣武昌府武昌縣人，軍籍，明朝政治人物。

## 生平
隆庆四年（1570年）庚午科湖廣鄉試第八十名，萬曆八年（1580年）庚辰科會試第十八名，登二甲第四十六名進士。都察院觀政，十年授户部主事，十四年升员外郎，十五年升郎中，再升建昌知府，十九年丁憂。二十三年起复瑞州知府，二十五年五月升雲南副使，三十年升雲南右参政，分巡金沧道，三十二年十一月升本省按察使，三十五年正月考察降用。家居十余年，读书手不释卷。

## 家族
曾祖孟芸，贈文林郎大理寺評事；祖父孟廷柯，曾任按察司按察使；父孟倣，曾任知州。母胡氏。